# Сливно (Хорватія)
42°59′ пн. ш. 17°32′ сх. д. / 42.98° пн. ш. 17.54° сх. д.
Сливно (хорв. Slivno) – громада в Дубровницько-Неретванській жупанії Хорватії.

## Населення
Населення громади за даними перепису 2011 року становило 1 999 осіб. 
Динаміка чисельності населення громади:

## Населені пункти
До громади входять:
- Блаце
- Дуба
- Дубока
- Клек
- Комарна
- Кремена
- Ловор'є
- Лучина
- Михаль
- Оток
- Пижиноваць
- Подградина
- Раба
- Сливно Равно
- Трн
- Тущеваць
- Влака
- Завала